# Lijst van weg- en veldkruisen in Bergen (Limburg)
Dit is een onvolledige lijst van weg- en veldkruisen in de gemeente Bergen. Onder kruisen wordt verstaan: alle weg-, veld- en hagelkruisen ed. De kruisen op kerkhoven of op gevels en daken van gebouwen zijn buiten beschouwing gelaten.
Bij enkele kruisen staat het huisnummer aangegeven van de woning die erbij ligt.
| Adres                           | Plaats       | Plaatsingsjaar   | Soort kruis | Extra informatie | Foto |
| ------------------------------- | ------------ | ---------------- | ----------- | ---------------- | ---- |
| Bleijenbeek-Berkenlaan          | Afferden     |                  |             |                  |      |
| Kapelstraat-Oranje Nassaustraat | Afferden     |                  |             |                  |      |
| Aijenseweg (bij nr. 3)          | Bergen       | Ca. 1938         |             |                  |      |
| Maasstraat (bij nr. 10)         | Bergen       |                  |             |                  |      |
| Op de Paal                      | Bergen       | 17e eeuw en 1948 |             |                  |      |
| Gochsedijk-Gaesdoncksestraat    | Siebengewald |                  |             |                  |      |
| Gochsedijk-Horsterbeekweg       | Siebengewald |                  |             |                  |      |
| Ayerbrandstraat                 | Well         |                  |             |                  |      |
| De Kamp                         | Well         | 1890             | Hagelkruis  |                  |      |
| Kasteellaan-Oude Dijk           | Well         | 1947             |             |                  |      |
| Geijselberg-Rijksweg            | Wellerlooi   |                  |             |                  |      |
| Tuinstraat-Venweg               | Wellerlooi   |                  |             |                  |      |
| Twistedenerweg                  | Wellerlooi   |                  |             |                  |      |